# Telefilm
De Telefilm is een serie televisiefilms geproduceerd in opdracht van de Nederlandse Publieke Omroep.
De coproducties van onafhankelijke filmproducenten en de publieke omroep krijgen financiële steun van het Stimuleringsfonds, het ministerie van OCW en het CoBO. Sinds de start in 1998 zijn ongeveer 108 Telefilms geproduceerd of uitgezonden. Een Telefilm is een speelfilm die in eerste instantie bedoeld is voor televisie. Sommige van die films komen desondanks toch eerst uit in de bioscoop, zoals Familie, Off Screen, Cloaca, Het schnitzelparadijs, TBS, 'n Beetje verliefd, HannaHannah, Black Out en Doodslag.
Hoewel Telefilm een project is van de gezamenlijke omroep, zijn per film individuele omroepen verantwoordelijk.

## Geschiedenis
Vóór 1994 was de situatie zo, dat Nederlandse speelfilmproducenten moeilijk een behoorlijke film van de grond konden krijgen vanwege de beperkte financiële middelen. Daar kwam bij dat de publieke omroep eigenlijk geen geld over had voor Nederlands product. Om uit deze vicieuze cirkel te geraken zetten de speelfilmproducenten de publieke omroep onder druk: De omroepen moesten hun portefeuille trekken voor de Nederlandse film.
De naam Telefilm viel voor het eerst in 1994. Essentieel voor de Telefilm is dat deze in principe niet voor de bioscoop wordt gemaakt, maar uitsluitend voor vertoning op televisie. Deze exclusiviteit is aantrekkelijk voor de omroepen, die de bioscoop immers als concurrent van de televisie zien, hoewel de omroepen ook wel bioscoopfilms meefinancieren. Een gezamenlijke financiering kan gunstig zijn voor alle partijen.
De speelfilmproducenten wilden aanvankelijk veertig Telefilms per jaar maken. Ze wilden wekelijks op vaste tijden en op dezelfde zender (horizontale programmering) een Telefilm uit laten zenden. Dat aantal werd teruggebracht naar twaalf en uiteindelijk zelfs zes. Het conflict zou zijn geëscaleerd als de toenmalige staatssecretaris van Cultuur Aad Nuis de impasse tussen producenten en omroepen niet had doorbroken door met een flinke zak geld op tafel te komen; ongeveer de helft van het totale budget. De films werden niet op één zender uitgezonden en ook niet op een vaste tijd. Voor ƒ 1.500.000 (€ 680.670,32) moesten de omroepen zes Telefilms maken wat neerkomt op gemiddeld ƒ 250.000 (€ 113.445) per film.

### Financiële onderbouwing
Het totale budget in 1997/1998 was ƒ 11.300.000 (€ 5.127.716):
- Het ministerie van Onderwijs, Cultuur en Wetenschappen ƒ 5.300.000 (€ 2.405.035)
- CoBo-Fonds ƒ 3.500.000 (€ 1.588.230)
- De omroepen ƒ 1.500.000 (€ 680.670)
- Stimuleringsfonds ƒ 500.000 (€ 226.890)
- Het Nederlands Fonds voor de Film ƒ 500.000 (€ 226.890)

## Telefilms per jaar

### 1999
- De trein van zes uur tien – AVRO / Egmond Films BV; regie: Frank Ketelaar
- Dat is nooit mijn naam geweest – EO / Metropolis Media; regie: Eric Oosthoek
- Cowboy uit Iran – EO / Bos Bros Film; regie: Ilse Somers
- Man, vrouw, hondje – NCRV / Lemming Film; regie: Nicole van Kilsdonk
- Maten – NPS / Egmond Films BV; regie: Pieter Verhoeff
- Suzy Q – VPRO / Staccato Film; regie: Martin Koolhoven

### 2001
- Ochtendzwemmers – AVRO/NCRV / Egmond Films BV; regie: Nicole van Kilsdonk
- De stilte van het naderen – EO / Peter Maris Productions; regie: Stephan Brenninkmeijer
- Vroeger bestaat niet meer – EO / Cinemedia; regie: Joost Ranzijn
- Het negende uur – EO / Blue Horse Productions Added Film; regie: Gerrard Verhage
- Saint Amour – IKON / Theorema Films; regie: Eric Oosthoek
- Roos en Rana – KRO / Oberon Pictures; regie: Merel Uslu
- Uitgesloten – NPS / Lemming Film; regie: Mijke de Jong
- Storm in mijn hoofd – VARA / Blue Horse Productions; regie: Frans Weisz
- Liefje – VPRO / Hungry Eye; regie: Emile Fallaux

### 2002
- Bella Bettien – AVRO / Shooting Star; regie: Hans Pos
- Polonaise – KRO / Studio Nieuwe Gronden; regie: Nicole van Kilsdonk
- Achttien – NCRV / Egmond Films BV; regie: Jelle van Doornik
- Familie – NPS / IDtv Film; regie: Willem van de Sande Bakhuyzen
- Tussenland – RVU / Waterland Film; regie: Eugenie Jansen
- Paramaribo Papers – VARA / Odusseia Films; regie: Ger Poppelaars

### 2003
- 15.35: Spoor 1 – BNN / IdtV Drama; regie: Tim Oliehoek / Marcel Hensema
- Het wonder van Máxima – Human / Pieter van Huystee; regie: Paul Ruven
- Novemberlicht – IKON / Waterland Film; regie: Eric Oosthoek
- Sloophamer – KRO / Metropolis Media; regie: Ger Poppelaars
- Boy Ecury – VARA / Memphis Features; regie: Frans Weisz
- Loverboy – VPRO / Motel Films; regie: Lodewijk Crijns

### 2004
- Cloaca – AVRO / IDtv Film; regie: Willem van de Sande Bakhuyzen
- Drijfzand – Human / Pieter van Huystee Film; regie: Kees Vlaanderen
- Bluebird – NCRV / Egmond Films BV; regie: Mijke de Jong
- De ordening – NPS / Egmond Films BV; regie: Pieter Kuijpers
- Deining – RVU / Waterland Film; regie: Nicole van Kilsdonk
- Zinloos – VARA / IdtV Film; regie: Arno Dierckx

### 2005
- Stille nacht – AVRO / Waterland Film; regie: Ineke Houtman
- On Stage – BNN / IdtV Film; regie: Marcel Hensema
- Gebroken rood – IKON / Waterland Film; regie: Eric Oosthoek
- Staatsgevaarlijk – NPS / Pupkin Film; regie: Marcel Visbeen
- Gezocht: Man – Teleac/NOT / Waterland Film; regie: Patrice Toye
- Off Screen – VPRO / Rinkel Film Productions; regie: Pieter Kuijpers

### 2006
- Kilkenny Cross – IKON / Theorema Films; regie: Eric Oosthoek
- Eilandgasten – NCRV / IdtV Film; regie: Karim Traïdia
- Het schnitzelparadijs – NPS / Lemming Film; regie: Martin Koolhoven
- Bolletjes Blues – RVU / Dutch Mountain Movies BV; regie: Karin Junger
- Escort – VARA / IdtV Film; regie: Frank Ketelaar
- De uitverkorene – VPRO / IdtV Film; regie: Theu Boermans

### 2007
- Zadelpijn – KRO / IdtV Drama; regie: Nicole van Kilsdonk
- Anna – IKON / Waterland Film & TV; regie: Eric Oosthoek
- De avondboot – NCRV / IdtV Film; regie: Karim Traïdia
- Eigenheimers – EO / Guapo producties; regie: Pollo de Pimentel
- HannaHannah – KRO / Filmprodukties de Luwte; regie: Annemarie van de Mond
- 'n Beetje verliefd – MAX / Waterland Film & TV; regie: Martin Koolhoven

### 2008
- Skin – Humanistische Omroep / IJswater Films; regie: Hanro Smitsman
- Bloedbroeders – AVRO / Rinkel Film & TV Productions; regie: Arno Dierickx
- De fuik – VPRO / IdtV Film; regie: Mischa Kamp
- Wijster – VARA / Motel Films; regie: Paula van der Oest
- TBS – BNN / Pupkin Film; regie: Pieter Kuijpers
- Hitte/Harara – NPS / Motel Films; regie: Lodewijk Crijns

### 2009
- Coach – VARA / Stormy Minutes Society; regie: Joram Lürsen
- Taartman – KRO / Zoopictures; regie: Annemarie van de Mond
- Witte vis – AVRO / IDTV Film; regie: Remy van Heugten
- De Punt – EO / Staccato Films, Guapo Productions; regie: Hanro Smitsman
- Julia's hart – VPRO / IDTV Film; regie: Peter de Baan
- Stella's oorlog – NCRV / Waterland Film; regie: Diederik van Rooijen

### 2010
- Köfte – AVRO, NCRV / Waterland Film; regie: Michiel van Jaarsveld
- Kom niet aan mijn kinderen – KRO / Talent United; regie: Ron Termaat
- LelleBelle – BNN / Pupkin Film; regie: Mischa Kamp
- Sekjoeritie – EO / Stetz Film; regie: Nicole van Kilsdonk
- De laatste reis van meneer Van Leeuwen – Human / Talent United; regie: Hanro Smitsman
- Win/win – NPS / IJswater Films; regie: Jaap van Heusden

### 2011
Thema: familiefilm
- De sterkste man van Nederland – KRO / NL FILM; regie: Mark de Cloe
- Vakantie in eigen land – VARA / Waterland Film; regie: Hanro Smitsman
- Blijf! – NCRV / Shooting Star Filmcompany; regie: Lourens Blok
- Bon Voyage – NPS / Pupkin Film; regie: Margien Rogaar
- Zieleman – AVRO / Waterland Film; regie: Ben Sombogaart
- Briefgeheim – VPRO / Lemming Film; regie: Simone van Dusseldorp

### 2012
Thema: misdaad
- Black Out – BNN / Hazazah Pictures & Orange Film; regie: Arne Toonen
- Cop vs Killer – AVRO / Shooting Star Filmcompany; regie: Hans Pos & Simon de Waal
- Doodslag – Human / Pupkin Film; regie: Pieter Kuijpers
- Laptop – EO / Waterland Film; regie: Ger Poppelaars
- Oom Henk – VPRO / Stetz Film; regie: Elbert van Strien
- De overloper – TROS / Eyeworks; regie: Pieter van Rijn e.a.

### 2013
- Exit – NCRV / KeyFilm; regie en scenario: Boris Paval Conen
- 20 leugens, 4 ouders en een scharrelei – KRO / Waterland Film; regie: Hanro Smitsman, scenario: Rob Bloemkolk
- De Nieuwe Wereld – NTR / IJswater Films; regie: Jaap van Heusden, scenario: Rogier de Blok & Jaap van Heusden
- Lieve Céline – VARA / NL Film; regie: Thomas Korthals Altes, scenario: Maarten Lebens
- Matterhorn – VPRO / Column Film; regie en scenario: Diederik Ebbinge
- Nooit te oud – MAX / Fouronemedia; regie: Pollo de Pimentel, scenario: Karin van der Meer

### 2014
Thema: jeugdfilm
- Bouwdorp – EO / Pupkin Film; regie: Margien Rogaar, scenario: Tijs van Marle & Margien Rogaar
- Jongens – NTR / Pupkin Film; regie: Mischa Kamp, scenario: Chris Westendorp & Jaap Peter Enderlé
- Kris Kras – TROS / Endemol; regie: David Grifhorst, scenario: Susan Stam
- Rabarber – NCRV / NL Film; regie: Mark de Cloe, scenario: Maarten Lebens
- Bannebroek's Got Talent – VPRO / Hazazah Pictures & Orange Film; regie: Pieter Kramer, scenario: Don Duyns
- T.I.M. – AVRO / Dutch Mountain Movies; regie: Rolf van Eijk, scenario: Bastiaan Tichler

### 2015
- Aanmodderfakker – AVROTROS / Pupkin Film; regie: Michiel ten Horn, scenario: Anne Barnhoorn
- Groenland – VPRO / Endemol; regie: Tomas Kaan, scenario: Philip Huff
- Dames 4 – VARA / CTM Lev Pictures; regie: Maurice Trouwborst, scenario: Lotte Tabbers
- Het mooiste wat er is – EO / NFI Motion Pictures; regie: Danyael Sugawara, scenario: Jolein Laarman
- Sunny Side Up – BNN / Pupkin Film; regie: Lourens Blok, scenario: Willem Bosch
- Undercover – KRO-NCRV / Dutch Mountain Movies; regie: Boris Pavel Conen, scenario: Bastiaan Kroeger & Boris Pavel Conen

### 2016
- Hope – VPRO / Pupkin Film; regie: Erik de Bruyn, scenario: Marcel Lenssen & Erik de Bruyn
- Op de dijk – NTR / Family Affair Films; regie: Mirjam de With, scenario: Cecilie Levy
- Fake – AVROTROS / All Yours; regie: Thomas Acda, scenario: Bert Bouma & Jan Harm Dekker
- De grote Zwaen – BNN / CTM Pictures; regie en scenario: Max Porcelijn
- Kamp Holland – EO / KeyFilm; regie en scenario: Boris Paval Conen
- Moos – KRO-NCRV / Kemna & Zonen; regie: Job Gosschalk, scenario: Judith Goudsmit & Job Gosschalk

### 2017
- De terugkeer van de wespendief – AVROTROS; regie: Stanley Kolk, scenario: Philip Delmaar, naar de graphic novel van Aimée de Jongh
- Silk Road – KRO-NCRV; regie: Mark de Cloe, scenario: Marc & Roeland Linssen
- Off Track – EO; regie: Sander Burger, scenario: Bastiaan Tichler
- Vind die domme trut en gooi haar in de rivier – NTR; regie: Ben Brand, scenario: Ilse Ott & Ben Brand
- Het bestand – BNNVARA; regie: Thomas Korthals Altes, scenario: Judith Goudsmit, naar de novelle van Arnon Grunberg
- De aflossing – VPRO; regie: Jorien van Nes, scenario: Philip Delmaar en Waldemar Torenstra

### 2018
- Het hart van Hadiah Tromp – VPRO; regie: Erik de Bruyn, scenario: Edward Stelder & Erik de Bruyn
- Gelukzoekers – VPRO; regie: Hanro Smitsman, scenario: Alma Popeyus & Hein Schütz
- Lost & Found – VPRO; regie: Nicole van Kilsdonk, scenario: Johan Fretz & Frans van Gestel
- Gewoon vrienden – BNNVARA; regie: Ellen Smit, scenario: Henk Burger
- Billy – NTR; regie: Theo Maassen, scenario: Sander van Opzeeland & Theo Maassen

### 2019
Thema: familiefilm
- Taiki – EO; regie: Mirjam de With, scenario: Karin van der Meer
- Hiernamaals – BNNVARA; regie en scenario: Willem Bosch
- Het irritante eiland – VPRO; regie: Albert Jan van Rees, scenario: Tim & Wart Kamps
- De tand des tijds – AVROTROS; regie: Erik Verkerk, scenario: Marc Veerkamp
- Bears Love Me! – NTR; regie: Eva M. C. Zanen, scenario: Janneke van der Pal
- Zomer zonder mama – KRO-NCRV; regie: Sanne Vogel, scenario: Kate Brown

### 2020
Thema: misdaad
- Hemelrijken – EO; regie: Stanley Kolk, scenario: Chris Westendorp
- Magic Mountains – NTR; regie en scenario: Urszula Antoniak
- King of the Road – KRO-NCRV; regie: Danyael Suguwara, scenario: Marcel Visbeen
- Boy Meets Gun – VPRO; regie: Joost van Hezik, scenario: Willem Bosch
- Hallali – AVROTROS; regie: Eché Janga, scenario: Oscar van Woensel & Wouter Laumans
- De kuthoer – BNNVARA; regie: Ivo van Aart, scenario: Daan Windhorst

### 2021–2022
Thema: misdaad
- 19 september 2021: De zitting – BNNVARA; regie: Saskia Diesing, scenario: Lykele Muus
- 26 september 2021: Dwaalspoor – MAX; regie en scenario: Boris Paval Conen
- 3 oktober 2021: Alles van waarde – EO; regie: Stanley Kolk, scenario: Cecilie Levy
- 3 januari 2022: Herman vermoordt mensen – KRO-NCRV; regie en scenario: Joost Reijmers & Thomas van der Ree
- 10 januari 2022: Good Bad Girl – NTR; regie: Mete Gümürhan, scenario: Marta Parlatore & Stienette Bosklopper
- 22 augustus 2022: Along the Way – VPRO, HUMAN; regie: Mijke de Jong, scenario: Jolein Laarman, Jan Eilander & Mijke de Jong

### 2022–2023
Thema: spannende kinderfilm
- 11 december 2022: Tot zonsondergang – EO / IJswater Films; regie: Albert Jan van Rees, scenario: Reint Schölvinck
- 18 december 2022: Dojo – KRO-NCRV / Phanta Basta; regie: Boris Paval Conen, scenario: Ashar Medina, Evianne Lamme
- 25 december 2022: Eerlijk gestolen – MAX / Phanta Basta; regie: Hesdy Lonwijk, scenario: Burny Bos
- 1 januari 2023: Okedoeibedankt – BNNVARA / Dutch Mountain Film; regie: Nicole van Kilsdonk, scenario: Lilian Sijbesma, Nicole van Kilsdonk
- 8 januari 2023: Romaissa – De superheld uit Rotterdam – NTR / Pupkin Film; regie: Fadua El Akchaoui, scenario: Fadua El Akchaoui, Yücel Kopal
- 15 januari 2023: Matties – VPRO / DOXY; regie: Ineke Houtman, scenario: Maarten Lebens

### 2024
Thema: cultureel diverse verhalen
- 18 januari 2024: Triq Salama – EO / NL Film; regie: Najib Amhali, scenario: Sofie Tseng, naar een verhaal van Nora Akachar
- 25 januari 2024: De Vaandeldrager vijf – KRO-NCRV / Hazazah Pictures; regie: Joost van Hezik, scenario: Joost van Hezik en Shariff Nasr
- 1 februari 2024: Pulang – BNNVARA / Keplerfilm; regie: Martin Schwab, scenario: Raoul Groothuizen, naar een idee van Natasja Pattipeilohy en Raoul Groothuizen
- 8 februari 2024: Happy Palace – NTR / FIXY; regie: Nicole van Kilsdonk, scenario: Ilse Ott en Yan Ting Yuen
- 22 februari 2024: Paria – VPRO / IJswater Films; regie: Edson da Conceicao, scenario: Philip Delmaar
- 29 februari 2024: Casting call – AVROTROS / Keplerfilm; regie: Sharif Abdel Mawla, scenario: Beri Shalmashi en Sharif Abd el Mawla

### 2025
Thema: jongerencultuur, met inclusiviteit als gegeven
- 8 februari 2025: Project Herbert - AVROTROS / IJswater Films; regie: Barbara Bredero, scenario: Roos van der Werff, Gaby Cochavi en Inge Sonderen
- 15 februari 2025: En we vliegen door de dagen - KRO-NCRV / JOCO Media; regie: Janne Schmidt, scenario: Aliefka Bijlsma en Ellen Barendregt
- 22 februari 2025: Pinksterprins - EO / Nuts & Bolts Film Company; regie: Karsten de Vreugd, scenario: Karsten de Vreugd en Don Duyns
- 1 maart 2025: Wheelie - BNNVARA / The Rogues; regie en scenario: Isis Mihrimah Cabolet
- 8 maart 2025: Love me love me not - NTR / Family Affair Films; regie en scenario: Leila Sahir
- 15 maart 2025: En iemand anders - HUMAN / Room for Film; regie en scenario: Vincent Tilanus

## Bestbezochte telefilms in de bioscoop
Dit waren de vijf succesvolste telefilms in de bioscoop:
| # | Titel                 | Regisseur                     | uitgebracht | bezoekers |
| - | --------------------- | ----------------------------- | ----------- | --------- |
| 1 | Het schnitzelparadijs | Martin Koolhoven              | 2005        | 341.914   |
| 2 | 'n Beetje verliefd    | Martin Koolhoven              | 2006        | 140.649   |
| 3 | Cloaca                | Willem van de Sande Bakhuyzen | 2003        | 137.459   |
| 4 | TBS                   | Pieter Kuijpers               | 2008        | 118.395   |
| 5 | Doodslag              | Pieter Kuijpers               | 2012        | 79.649    |